# Академик Теодоров-Балан (станция метро)
Академик Александр Теодоров-Балан — станция 1 линии Софийский метрополитен. Находится на юге Софии, на участке примыкания из трёх станций 1 линии метро. Строилась в составе участка из трёх станций (две другие — Александр Малинов и Бизнес-парк София) в 2012—2015 годах. Открыта 8 мая 2015 года.
Выходы на поверхность находятся у пересечения бульвара Александра Малинова и улицы Атанаса Москова в районе жилого комплекса «Молодость».

### Интерьер станции
Внутренняя отделка выполнена разноцветным керамогранитом, сюжеты отделки станции содержат в себе идею показать динамику современного города Софии. Наслоение жилых массивов и административных зданий, удобная городская среда — эти идеи были заложены архитектором Ирен Дерлипанска.